# Saigō Shirō
Saigo Shiro (Aizuwakamatsu, 4 febbraio 1866 – Onomichi, dicembre 1922) è stato un judoka giapponese, nonché esperto di arti marziali.

## Biografia
Saigo Shiro, nato il 4 febbraio 1866 in Aizu come Shida Shiro, era il quarto figlio di Shida Sadajirō, samurai del clan Aizu che morì nel 1868 nella battaglia per il castello di Aizuwakamatsu. Pochi anni dopo la morte del padre, a nove anni, viene adottato da Saigo Tanomo, maestro di aikijujutsu, e il suo cognome è cambiato in "Saigo".
Fu uno dei primi allievi di Jigorō Kanō, e lo stesso Kanō lo considerava a sé poco inferiore, come abilità.
Fu soprannominato "il gatto" per l'incredibile agilità che lo portava ad atterrare sempre perfettamente in piedi, e la statura ridotta (1,58 m di altezza).
Il Kōdōkan schierò Saigo nel leggendario scontro con l'accademia di polizia di Tokyo, che utilizzava tecniche di jujutsu, svoltosi nel 1886.
Nell'ultimo incontro, che vedeva Saigo contro Ukiji Entaro (al contrario di Saigo, Ukiji era di statura colossale) si avvalse in maniera eccelsa della tecnica "yama arashi" (tempesta sulla montagna) grazie alla quale non solo vinse l'incontro, ma provocò pure diverse fratture al suo avversario. Questo incontro leggendario ispirò poi il libro Sugata Sanshirō da cui è tratto l'omonimo film di Akira Kurosawa. Lo Yama Arashi dopo questa vittoria divenne la sua tecnica speciale(Tokui Waza), caso probabilmente unico nella storia del Judo dato che si tratta di una tecnica estremamente complessa e sembra che nessuno l'abbia mai compresa a fondo quanto Saigo.
Saigo si ricorda anche perché insieme a Tsunejirō Tomita divenne il primo shodan (1º dan di cintura nera) di Judo e in generale di tutte le arti marziali, perché il sistema fu introdotto proprio da Jigoro Kano nel 1883. Saigo precedentemente al Judo aveva ricevuto un addestramento nel Jujutsu.
In seguito ritiratosi dal Judo e dalle arti marziali di scontro si dedicò all'agricoltura e al kyudo di cui divenne un apprezzato maestro. Tuttavia la sua abilità nel Judo fu tale che oggi lo si ricorda principalmente per questa.
Saigo Shiro in realtà non nacque con questo nome, ma lo cambiò da Teakaia a Shiro.